# Comunidade Remanescente de Quilombo Invernada dos Negros
A Comunidade Remanescente de Quilombo Invernada dos Negros, ou apenas Invernada dos Negros, é uma comunidade quilombola reconhecida pelo Incra em 2008.  Está localizada na localidade de Corredeira e Manoel Candido entre os municípios Campos Novos e Abdon Batista em Santa Catarina. Anteriormente reconhecida como território quilombola pela Fundação Palmares em 20 de Junho de 2004.
A comunidade enfrenta disputas de território com madeireiras que operam dentro de seu território.

## História
Registros escritos sobre a constituição da comunidade quilombola remetem ao ano de 1876. Em 12 de abril de 1876, cinco escravizados e três ex escravizadas, a saber, Margarida, Damazia e Joaquim recebem a terça parte das terras do proprietário de terras Matheus José de Souza e Oliveira. O montante da herança aproximava-se de 8 000 hectares. Em 1928, descendentes dos herdeiros demandaram a divisão do imóvel na comarca de Campos Novos sob a solicitação do advogado Henrique Rupp Júnior, a partir do argumento de usucapião. Em 1940, a área foi dividida entre 32 filhos e netos dos primeiros herdeiros e uma outra parte ao advogado. Cada quinhão de terra dividido entre as famílias contava com 124,8 hectares e ao advogado Henrique coube a parcela de 3 993,6 hectares, 50% do total da herança original em razão dos honorários e despesas do processo.
A comunidade Invernada dos Negros teve a outorga do título a partir da publicação no Diário Oficial da União, conforme a redação no dia 14 de maio de 2004:
IX.COMUNIDADE DOS HERDEIROS DA INVERNADA DOS NEGROS, terras da antiga Fazenda São João, localidades de Corredeira e Manoel Candido no Município de Campos Novos no Estado de Santa Catarina, registro n. 009, f. 10;— Fundação Cultural Palmares
No ano de 2008, o INCRA reconhece o território quilombola. A localidade conta com casas, uma capela dedicada Nossa Senhora Aparecida, o cemitério local na qual estão enterrados os ancestrais dos atuais moradores locais. Havia também o prédio que abrigava a Escola de Ensino Básico José Faria Neto que foi destruída em 1 de abril de 2021.
Entre os dias 17 e 18 de setembro de 2014 estabeleceu-se a Mesa de Acompanhamento da Política de Regularização dos Territórios Quilombolas Catarinenses na qual são entregues os primeiros títulos de posse fundiárias. Nesse espaço fica definido que o território da comunidade possui 7 950 hectares.

## Disputas pela posse da terra
Em 8 de fevereiro de 2019 a liderança da comunidade busca a procuradoria federal no município de Caçador em busca de informações sobre uma ordem judicial estadual em favor da reintegração de posse para as empresas Iguaçu Celulose Papel e Imaribo Industrial e Comércio, o juiz estadual determinou o cumprimento imediato da ordem ao Comando Geral da Polícia Militar. Porém como havia a intervenção da Fundação Cultural Palmares a decisão judicial repassava a responsabilidade para Justiça Federal no município de Joaçaba. O Ministério Público peticionou pela suspensão da ordem ao que foi atendido pelo juizado federal, isto é, a ordem judicial estadual foi suspensa por decisão do juizado federal.
Em 10 de maio de 2019, uma audiência pública é realizada para discutir a situação de disputa no entorno de área de terra. Participaram por videoconferência representantes do INCRA, da Fundação Cultural Palmares, representantes da comunidade e de advogados.
Uma perícia para averiguação de possíveis irregularidades na divisão do território foi marcada para agosto de 2019 pelo juizado federal.

## Destruição do prédio da escola quilombola
No dia 1 de abril de 2021, o prédio antigo que abrigava a Escola de Ensino Básico José Faria Neto foi demolido, ocasionando reclamações dos moradores locais, registro de boletim de ocorrência, nota informativa da Secretaria Estadual de Educação e da deputada estadual Luciane Carminatti. A escola abriga 3 turmas no ensino fundamental I e II e ensino médio, totalizando um atendimento em torno de 100 estudantes incluindo alguns idosos.
Segundo a Secretaria Estadual de Educação, em nota no dia 05 de abril de 2021:
A Secretaria de Estado da Educação (SED) esclarece que não autorizou a demolição da estrutura física antiga da EEB José Faria Neto, em Campos Novos, ocorrida na última quinta-feira. A SED está apurando as informações e documentos a respeito da demolição e, caso necessário, tomará as medidas cabíveis— Secretaria Estadual de Educação de Santa Catarina 
Não houve aviso sobre a destruição do prédio, os relatos dizem que uma máquina chegou no território e destruiu a construção. Os materiais utilizados na educação quilombola haviam sumido.

## I Prêmio Nacional de Expressões Culturais Afro-brasileiras
Um projeto realizado na comunidade ganhou a primeira edição do Prêmio Nacional de Expressões Culturais Afro-brasileiras, o projeto contou com a elaboração de um acervo de fotografias em preto e branco e a produção de um documentário com o mesmo nome da comunidade. Após a exibição no sul do país a exposição seguiu para o Museu da Abolição em Recife.

## Ligações Externas
- Base de dados com notícias e documentos organizada pela Comissão Pró-Índio de São Paulo
- Invernada dos Negros - documentário no youtube
- Comunidade Invernada dos Negros - Prefeitura de Campos Novos